# Дорнер, Далия
Далия Дорнер (урожд. Долли Гринберг; род. 3 марта 1934, Стамбул, Турция) — израильский юрист, судья Верховного суда Израиля в 1993—2004 годах. До этого работала в Военной прокуратуре и судьей в Беэр-Шеве. Баллотировалась на пост Президента Израиля в 2014 году.
В период работы в Верховном суде в основном занимала либеральную позицию, защищая свободу слова, права женщин, гомосексуалов, задержанных правоохранительными органами и др.

## Биография
Долли Гринберг родилась в 1934 году в Стамбуле в Турции. Её отец Леви Гринберг, богатый продавец древесины, приехал в Стамбул из Одессы. Дед Долли Гринберг по материнской линии был главным ашкеназским раввином Стамбула.
Семья репатриировалась в подмандатную Палестину в 1944 году и обосновалась в Тель-Авиве. Отец Долли вскоре умер от рака. Мать, до смерти мужа бывшая домохозяйкой, оказалась в трудном материальном положении из-за неудачных финансовых операций мужа. Долли Гринберг и её брат были определены в школу-интернат «Неве-xа-Йелед» в районе Нагарии. Там Долли проучилась три класса начальной школы, пользуясь финансовой поддержкой «Алият ха-Ноар». О полученном там образовании она говорила: «Наши преподаватели из Германии учили нас общечеловеческим понятиям: любви к ближнему, уважению прав всех людей и принципу Канта, говорящему о том, что человек — это не средство, а цель. Я пронесла это с собой через всю жизнь». Свой лёгкий немецкий акцент Дорнер объясняет учёбой в интернате, где большинство учителей были выходцами из Германии.
По окончании учёбы в «Неве-xа-Йелед», с переездом матери в Хайфу, Долли продолжила обучение в школе «Реали», поскольку получила там стипендию. Мать смогла купить двухкомнатную квартиру, но из-за недостатка средств сдавала одну из комнат. Долли давала частные уроки почти каждый день.

### Военная служба
Гринберг пошла в Армию обороны Израиля добровольцем в 17 лет, на год раньше обычного срока призыва. Во время срочной службы в Рамат-Гане Долли начала изучать юриспруденцию на вечернем отделении Тель-Авивской высшей школы права и экономики. По окончании учёбы она решила, что адвокату не подобает носить имя Долли, и сменила его на Далия. После демобилизации продолжила обучение на юридическом факультете Еврейского университета в Иерусалиме. После учёбы работала юристом в полиции. Позднее перешла на службу в военную прокуратуру, где занимала должность Главного военного прокурора. В 1973 году стала председателем Военного суда Центрального округа и ВВС в звании подполковника (5-е воинское звание), а с 1974 года — судьёй Апелляционного суда в звании полковника (она стала второй женщиной-офицером, которая получила эти звания вне Женских войск, после Дворы Томер). В 1974 году заседала в составе Апелляционного суда, приговорившего обвиняемого к 20 годам заключения за убийство пленного. При повторном рассмотрении в суде срок заключения был изменён на один год (непредумышленное убийство). В 1975 году была назначена судьёй-следователем по делу о катастрофе в кибуце Маханаим и рекомендовала отдать под суд солдата и офицера ВВС.
Дорнер рассказывает, что пошла служить, чтобы материально поддержать мужа, который начинал карьеру частного адвоката. Как она тогда считала, задачей жены была всемерная помощь мужу в его карьере. Позднее, в армии, изменила взгляды на более феминистские.
Во время службы в Военной прокуратуре впервые встретила Главного военного прокурора Меира Шамгара. Когда Дорнер стала работать судьёй в Апелляционном суде, Шамгар, уже будучи председателем Верховного суда Израиля, способствовал назначению Дорнер временной судьёй Верховного суда. Позднее они вместе были членами Комиссии Шамгара 1978 года, созданной для оценки необходимости реформы в военной судебной системе.

### Судья

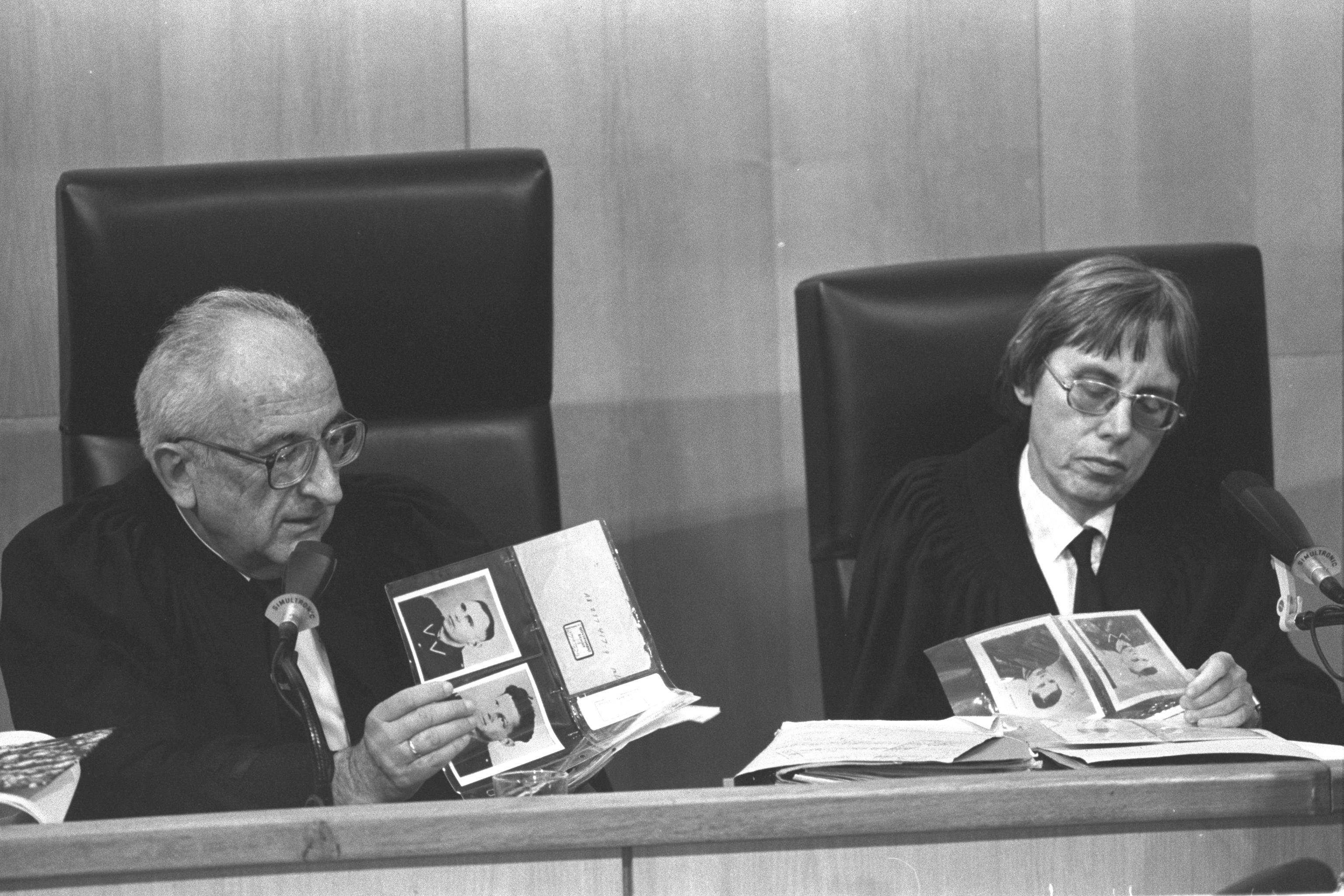
Далия Дорнер и Дов Левин в деле Демьянюка

После ухода из армии Дорнер была назначена судьёй Областного суда Беэр-Шевы, а позднее перешла на ту же должность в Областном суде Иерусалима. Там Дорнер участвовала в процессе Ивана Демьянюка, обвинённого в нацистских преступлениях в концлагере Треблинка, где он служил под псевдонимом «Иван Грозный». Дорнер не хотела принимать участие в этом процессе из-за принципиального несогласия со смертной казнью. Однако её коллеги, знающие, что она способна изучить большое количество материалов и хорошо в них ориентироваться, уговорили Дорнер участвовать в рассмотрении дела. Демьянюк был осуждён, но позднее оправдан в Верховном суде на основании новых доказательств идентификации «Ивана Грозного» с другим человеком, полученных в результате открытия архивов КГБ.
В апреле 1993 года Дорнер по предложению Меира Шамгар была назначена исполняющей обязанности судьи Верховного суда Израиля. Через год, в апреле 1994 года, она получила официальное назначение постоянным судьёй Верховного суда Израиля сроком на 10 лет. Среди других судей Верховного суда Дорнер выделялась своей активной борьбой за права человека, а также либеральной интерпретацией основных законов Израиля. Она строго относилась к обвиняемым по делам о «беловоротничковой преступности», что отражалось на приговорах. Эта позиция принесла Дорнер широкую известность в стране и одновременно превратила её в мишень для критики со стороны правых и ультраортодоксальных кругов. Ближе к концу каденции также заняла должность председателя Центральной избирательной комиссии Израиля.
В официальном опросе адвокатов о судьях за 2004 год получила низшую оценку среди судей Верховного суда. По результатам опроса в гражданских делах она проявляла крайнюю нетерпимость к адвокатам сторон. Среди положительных профессиональных качеств отмечено быстрое, по сравнению с другими судьями Израиля, принятие решений, большое количество рассмотренных дел.

### Общественная деятельность после отставки
3 марта 2004 года Дорнер закончила своё одиннадцатилетнее пребывание в должности судьи Верховного Суда, достигнув максимального для судьи Верховного Суда семидесятилетнего возраста. Председатель Верховного суда Аарон Барак так описывал её деятельность: «Далия зарекомендовала себя одной из наиболее важных и подлинных судей этого суда. Её вклад охватывает все нормы и отрасли права».
В августе 2006 года Дорнер была избрана президентом «Совета прессы Израиля». В январе 2008 года была назначена главой «государственной комиссии по расследованию проблем помощи оставшимся в живых после Холокоста» (комиссия Дорнер), которая представила свой доклад 22 июня 2008 года. После этого в 2008 году министр образования Юли Тамир назначила Далию Дорнер главой «общественной комиссии по изучению образования детей с особыми потребностями».
После ухода на пенсию Дорнер стала читать лекции по правам человека на юридическом факультете Бар-Иланского Университета и в юридических колледжах. Является членом правления Еврейского университета в Иерусалиме, президентом «Ассоциации публичного права» юридического факультета Еврейского университета и председателем редакции журнала «Адвокат», выпускаемого коллегией адвокатов Израиля.
В 2014 году Дорнер баллотировалась на президентских выборах в Израиле. Она получила 13 голосов депутатов кнессета (11 %) и не прошла во второй раунд выборов.

### Награды и почётные звания
- В октябре 2004 года получила приз Коллегии адвокатов за значительный вклад в развитие общества и судебной системы и почётную степень израильского «Объединения по качеству[ивр.]».
- В ноябре 2005 года она была удостоена звания почётного доктора Института Вейцмана и почётного члена Американского института права (American Law Institute)[15].
- В сентябре 2008 года получила специальную награду «За вклад в развитие и качество лидерства в Израиле» от имени LEAD[ивр.] (организации по развитию молодёжного лидерства в Израиле). Она также была награждена «Движением за качество власти[ивр.]», «Движением Омец[ивр.]» и НПО, занимающимися защитой прав человека и надлежащего управления государством[20][21].
- В декабре 2008 года она была удостоена звания почётного доктора Университета имени Бен-Гуриона в Негеве[22].
- В 2010 году была одним из двенадцати зажигающих факелы на церемонии празднования 62-й годовщины Государства Израиль[23].
- В мае 2011 года получила звание почётного члена Академического колледжа Бейт-Берл[ивр.][24].
- В июне 2012 года получила звание почётного члена Еврейского университета в Иерусалиме[25].

### Семья
Дорнер с 1958 года замужем за Сэмюелем Дорнером, с которым познакомилась во время обучения юриспруденции. Они живут в Иерусалиме, у них двое сыновей. Один из сыновей — Ариэль Бендор («сын Дорнер»), бывший декан юридического факультета Хайфского Университета, постоянный профессор Бар-Иланского Университета.

## Известные решения
Дорнер известна своими решениями в пользу прав женщин и гомосексуалов. В деле «Авиакомпания Эль-Аль против Даниловича» постановила, что стюард Джонатан Данилович и его партнёр имеют право на получение таких же льгот, как любая двуполая женатая пара или пара, состоящая «в гражданском браке» (йедуим бецибур). В широко известном в Израиле «деле Алис Миллер» она постановила, что израильская армия должна открыть лётные курсы для женщин. В «деле Нахмани» Дорнер высказала мнение, что Рути Нахмани имеет право вернуть себе яйцеклетки, оплодотворённые спермой бывшего мужа. Высказывала особое мнение о том, что правовая норма «Правило разделения» должна распространяться и на пары, которые женились после 1974 года (смысл «Правила разделения» состоит в справедливом распределении совместных активов, накопленных супругами на протяжении семейной жизни).
В процессе «Дело Кармелы Бухбут» Дорнер решила смягчить наказание для Кармелы Бухбут, убившей своего мужа, издевавшегося над ней в течение многих лет. В приговоре Дорнер резко критиковала окружение Бухбут, которое знало об издевательствах, но ничего не предпринимало.
По отношению к религии Дорнер проводила либеральную линию. С одной стороны, поддержала мнение меньшинства за открытие улицы Бар-Илан для движения по субботам. С другой стороны, постановила, что религиозный человек может запретить передачу со своим участием в теле- и радиопрограммах в субботу. Дорнер также потребовала у государства признать реформистский гиюр (облегчённый переход в еврейство).
В делах безопасности позиции Дорнер колебались. Она поддержала освобождение большинства (кроме шейха Убейда и Мустафы Дирани) «козырей переговоров», которые были захвачены в Ливане, чтобы помочь освободить Рона Арада. Она была в меньшинстве в составе трёх судей, но в дополнительном слушании её мнение получило 6 из 9 голосов, когда председатель суда Аарон Барак передумал и согласился с ней. Тем не менее она отложила эвакуацию форпостов в Газе и постановила, что перемещённые из Икрита (израильские арабы) не смогут вернуться на территорию бывшей деревни, поскольку согласилась с премьер-министром Ариэлем Шароном, что это может быть воспринято как признание права на возвращение, и, следовательно, повредить интересам безопасности Государства Израиль.
Дорнер была первым судьёй, которая постановила (единственная из семи судей, обсуждавших дело), что необходимо уменьшить экспроприацию частной земельной собственности, и поставила её в зависимость от конституционного закона «Честь и свобода личности». Позднее её мнение широко цитировалось, когда Верховный суд, в составе девяти судей, единогласно постановил в деле Карасика, что необходимо вернуть собственнику землю, экспроприированную для впоследствии не осуществлённой цели. По вопросу владения частной собственностью она утверждала, что нет различия между материальной и интеллектуальной собственностью. Так, она запретила передавать по радио песни до погашения задолженности за предыдущие трансляции.
В конце каденции Дорнер разразился скандал, когда она постановила, что государство обязано уточнить стандарт достойного существования человека так, чтобы можно было определить, нарушает ли сокращение государственных выплат конституционное право на защиту достоинства (как это предусмотрено в конституционном законе «Честь и свобода личности»). Кроме того, она постановила, что правительство обязано финансировать интеграцию детей с особыми потребностями в обычных школах. Эти решения затрагивали финансово-бюджетную политику и были восприняты многими депутатами кнессета как вмешательство суда в компетенцию законодательной власти. Дорнер ответила на критику в речи, посвящённой выходу в отставку. Она критиковала депутатов кнессета, которые высказывались по вопросу, обсуждаемому в суде, и упомянула, что одна из функций суда — обеспечивать разделение властей, уравновешивать правительство и кнессет, в соответствии с принципом сдерживания и противовесов, на котором основана демократическая система.

### Свобода слова
Дорнер выступала за свободу коммерции и в вызвавшем критику постановлении разрешила трансляцию радиорекламы, запрещённой из-за «оскорбления вкуса», на основании принципа свободы слова. Дорнер отказалась признать права женщины на защиту достоинства и «охрану от морального ущерба в интересах общества» достаточными основаниями для запрещения вещания порнографии, которая, по её мнению, относится к свободе слова. В деле о фильме «Дженин, Дженин» режиссёра Мохаммада Бакри постановила разрешить показ фильма. Во имя свободы слова Дорнер также постановила, что  муниципалитет Иерусалима обязан разрешить правому активисту вывесить в городе плакаты с надписью: «Йоси Сарид — нахлебник Арафата». Дорнер согласилась с мнением большинства об отмене приговора арабскому журналисту, который поддерживал бросавших бутылки с зажигательной смесью. Однако в деле Биньямина Зеева Кахане о подстрекательстве к мятежу она была на стороне большинства и голосовала за осуждение, отметив, что ограничения в законе «правильно балансируют между свободой выражения мнений и необходимостью защиты общественной безопасности».

### Аресты
Дорнер обращала особое внимание на права задержанных. По её мнению, нельзя арестовать человека, если доказательства вины недостаточно сильны. В особом мнении по одному из дел она пишет: «В системе, ставящей во главу угла конституционное право человека на свободу, нельзя задерживать до окончания судебного процесса обвиняемого, в материалах свидетельств против которого заложено сомнение в его виновности, даже если материал свидетельств не опровергнут и достаточен для передачи ему бремени приведения свидетельств на самом суде». Она впоследствии выразила сожаление о своём решении разрешить арест до конца следствия подростка, бросавшего в субботу камни по автомобилям,

### Уголовное судопроизводство
Дорнер скептически относилась к признаниям подсудимых в уголовных преступлениях. В деле изнасилования и убийства Ханит Кикос она оправдала обвиняемого по обоим пунктам, поскольку его признание в полиции было недостаточно подтверждено независимыми доказательствами. Дорнер рассказывает, что в годы своей работы в полиции часто видела, как невиновные признавались в преступлениях под давлением. Так, Дорнер решила, что Амос Баранес должен получить право на повторный суд из-за подозрения, что его признание было ложным и получено под давлением. За это решение её поблагодарил судья Хаим Коэн, отметив, что она исправила совершенную им несправедливость (осуждение Баранеса).
Дорнер отстаивала принцип равенства перед законом, в особенности при рассмотрении дел, в которых обвиняемыми были общественные деятели, в отличие от принятого тогда в судебной практике мягкого обращения (см. также «Экзамен Бузагло»). Она была единственным судьёй, считавшим, что имеющихся доказательств достаточно, чтобы предать суду Биньямина Нетаньяху по делу Бар-Он — Хеврон, и высказала особое мнение, осудив Симху Диница, председателя Сохнута, обвиняемого в финансовых нарушениях. Использовала принцип равенства в пользу общественного деятеля, когда слушала ходатайство о запрете министру Цахи Ханегби оставаться на посту министра внутренней безопасности из-за обвинений в незаконных назначениях: Дорнер постановила, что гражданские права Ханегби, в частности, право общественного деятеля «выполнить дело своей жизни», должны быть соблюдены, а ходатайство о запрете — отклонено.